# Рогоглавник
Рогогла́вник (лат. Ceratocephala; от др.-греч. κέρας, keras — рог и κεφαλή, kephale — голова) — род травянистых растений семейства Лютиковые (Ranunculaceae), распространённый в умеренно тёплых областях Европы, Западной Азии, Северной Африки и Новой Зеландии.

## Ботаническое описание
Ранневесенние эфемеры. Небольшие однолетние травянистые растения, 1—15 cм высотой, обычно густо шерстисто-мохнатые, реже голые или с голыми плодами. Листья собраны в прикорневую розетку, выше середины однажды-дважды тройчато-раздельные на линейные дольки.
Цветки обоеполые, актиноморфные, 5-мерные, 4—12 (15) мм в диаметре, одиночные, на более или менее длинных цветоножках, из которых один представляет собой верхушечную стрелку, а остальные выходят из пазух листьев. Чашелистиков 5, остаются при плодах. Лепестков-нектарников 5, жёлтые или светло-жёлтые, эллиптические, иногда отчасти редуцированные, при основании с медовой желёзкой, прикрытой чешуйкой, прикреплённой основанием. Тычинок 5—15; пыльники на длинных и тонких нитях, со сближенными параллельными гнёздами. Гинецей апокарпный, с одним семязачатком в каждом плодолистике. Цветоложе при плодах удлиняющееся, цилиндрическое, более или менее волосистое или голое. Плод — продолговатый многоорешек, срастающийся с цветоложем. Орешки при основании с придатками — двумя более или менее полыми и вздутыми лопастями, из несущего семя основания резко суженные в длинный, в 2—3 раза превышающий основание, жёсткий, прямой или дуговидно согнутый ланцетный носик (отсюда название рода).

## Виды
Род включает 12 видов:
- Ceratocephala caulifolia Qureshi & Chaudhri
- Ceratocephala falcata (L.) Cramer — Рогоглавник серповидный
- Ceratocephala furfurascens Pomel
- Ceratocephala glaberrima Klokov
- Ceratocephala glabra (Beck) Janisch. — Рогоглавник голый
- Ceratocephala incurva Steven — Рогоглавник изогнуторогий
- Ceratocephala leiocarpa Steven — Рогоглавник голоплодный
- Ceratocephala orthoceras DC. — Рогоглавник пряморогий [syn.  Ceratocephala testiculata (Crantz) Besser][5]
- Ceratocephala platyceras Steven — Рогоглавник плоскорогий
- Ceratocephala pungens Garn.-Jones
- Ceratocephala reflexa Steven — Рогоглавник отклонённоплодиковый
- Ceratocephala syriaca Steven